# Gara Oradea Est
Gara Oradea Est este o gară care deservește municipiul Oradea, județul Bihor, România.